# 我那覇せいら
我那覇 せいら（がなは せいら、2月14日 - ）は、沖縄県の女性音楽ユニット「ティンクティンク」の元メンバーの一人。沖縄県国頭郡恩納村出身。沖縄ポップスと民謡を中心にソロシンガーとしても活動していた。

## 概要
6歳から琉球舞踊を習う。琉球古典芸能コンクール舞踊優秀部門優秀賞を受賞。沖縄県立石川高等学校を卒業後、2011年に沖縄県の女性音楽ユニット「ティンクティンク」のメンバー入り。2014年にティンクティンクを卒業、ソロとしての活動を開始。2016年8月31日に1stアルバム『故郷（ふるさと）』を発売。2019年春、ティンクティンクに再加入。プロデューサーはりんけんバンドの照屋林賢。照屋林賢が社長を務める芸能事務所アジマァに所属。同社運営の北谷町のライブハウス「カラハーイ」にレギュラー出演し、県内外でのライブも行う。ツイキャスでの定期配信も行っていたが、配信は休止状態になっている。2023年3月31日でティンクティンクを一旦卒業する。また、ソロ活動もしていく予定である。

## ディスコグラフィ

### アルバム
|     | 発売日        | タイトル         | 規格品番    | 収録曲 | 備考             |
| --- | ------------- | ---------------- | ----------- | --- | ---------------- |
| 1st | 2016年8月31日 | 故郷（ふるさと） | Rinken-2045 | 1. ユイヤサ! 2. 故郷 3. おばーのうた 4. ホシズナ 5. 歌の生まり所 6. 生まれた故郷で 7. 朝陽 8. 村のお祭り 9. 歌や咲ちゅる 10. ユイヤサ!（カラオケ） 11. 村のお祭り（カラオケ） | りんけんレコード |

## ライブ
- ミナミアイドルフェスティバル（大阪府、2015年4月9日）
- ケルン文化会館コンサート（ドイツ・ケルン、2015年5月29日）
- デュッセルドルフ日本デー（ドイツ・デュッセルドルフ、2015年5月30日）
- てるりん祭（沖縄県、2016年4月17日・2017年4月16日）
- サンシャインシティ・沖縄めんそーれフェスタ（東京都、2016年5月27日・2017年5月26日）
- 沖縄フェスティバル2016「根音ウマチーin 渋谷」（東京都、2016年10月10日）
- 第5回「根音ウマチー niutu umachii 〜Meet the Roots Music of Ryukyu」（沖縄県、2016年10月23日）

## 出演

### テレビ番組
- 沖縄さんぽ♪めぐりんけん（ワールド・ハイビジョン・チャンネル）
- ザ・ノンフィクション「せいらの結婚」（フジテレビジョン、2016年3月13日）
- 乃木坂工事中「乃木坂46 夏休みの目標発表会!」（2016年8月29日）

### ラジオ番組
- タンメーカラハーイ（エフエム沖縄）

### CM
- 沖縄県国民健康保険広報「国保税（料）納付促進編」
- メイクマンCMソング「さんかくお屋根」